# Johnny Winter
Johnny Winter eller John Dawson Winter III (født 23. februar 1944 i Beaumont, Texas, død 16. juli 2014) var en amerikansk guitarist, sanger og sangskriver indenfor blues og bluesrock.
Han blev berømt i slutningen af 1960'erne og deltog blandt andet på Woodstockfestivalen, hvor han gjorde sig bemærket med sangen "Mean Town Blues". Winter var kendt både for sin musikalske formåen og for sit karakteristiske udseende, idet han var albino.
Han spillede sammen med mange af de store musikere og grupper, blandt andre Jimi Hendrix, the Allman Brothers Band, Muddy Waters og Mike Bloomfield. Han var storebror til Edgar Winter, som ligeledes er bluesmusiker.
Johnny Winter var kendt for sin aggressive og tekniske spillestil på guitaren; stilen kendetegnes af lange varierede soloer med stor finesse, men med strukturen i melodien bibeholdt.
I 2003 blev Winter placeret som nummer 74 på Magasinet Rolling Stone's liste over de "100 Greatest Guitarists of All Time".

## Diskografi

### Officielle album
- The Progressive Blues Experiment (1968, Sonobeat)
- The Progressive Blues Experiment (1969, Imperial)
- Johnny Winter (1969)
- Second Winter (1969)
- Johnny Winter And (1970)
- Live Johnny Winter And (1971)
- Still Alive and Well (1973)
- Saints & Sinners (1974)
- John Dawson Winter III (1974)
- Captured Live! (1976)
- Together (1976) med Edgar Winter
- Nothin' But the Blues (1977)
- White, hot and blue (1978)
- Raisin' Cain (1980)
- Guitar Slinger (1984)
- Serious Business (1985)
- Third Degree (1986)
- The Winter of '88 (1988)
- Let Me In (1991)
- Hey, Where's Your Brother? (1992)
- Scorchin' Blues (1992)
- Live In NYC '97 (1998)
- I'm A Bluesman (2004)
- The Johnny Winter Anthology (2009) via Shout! Factory

### Kompilationer
(nogle af dem uofficielle)
- The Johnny Winter Story (1969)
- About Blues (1970)
- Early Times (1970)
- Before The Storm (1970)
- Birds Can't Row Boats (1988)
- A Rock n' Roll Collection (1994)
- White Hot Blues (1997)
- Winter Blues (1997)
- Deluxe Edition (Alligator) (2001)
- The Best of Johnny Winter (Sony) (2002)

### Uofficielle album
- Austin, TX also known as The Progressive Blues Experiment (1972)
- Whole Lotta Love (1978)
- Ready for Winter (1981)
- Still Blues After All These Years/Live In Chicago (1990)
- A Lone Star Kind of Day (Relix- Roy C. Ames production) (1991)
- Jack Daniels Kind of Day (1992)
- White Lightning (1996)
- Back in Beaumont (2000)